# Trochictis
Trochictis — вимерлий рід хижих, що знайдений у таких країнах: Франція, Угорщина, Туреччина (7 колекцій). Рід містить такі види: Trochictis carbonaria, Trochictis depereti, Trochictis narcisoi, Trochictis peignei.